# Boscos muntanyosos de Chiapas
Els boscos muntanyosos de Chiapas formen una ecoregió que pertany al bioma dels boscos tropicals i subtropicals de frondoses humits, segons la definició del Fons Mundial per la Natura. S'estén al sud de Mèxic i inclou la selva dels Chimalapas a Oaxaca i Sierra Madre de Chiapas fins al nord-oest de Guatemala. L'ecoregió inclou els més grans boscos nuvolosos no pertorbats de Mèxic i Amèrica Central, i cobreix una àrea de 2.070 km².
L'ecoregió està amenaçada principalment per l'expansió agrícola i l'avanç dels assentaments humans.